# Beit Guvrin (kibboutz)
Beit Guvrin  (hébreu : בֵּית גֻּבְרִין) est un kibboutz créé en 1949 dans le Néguev du nord.

## Histoire
Le kibboutz a été établi sur un site historique. L'origine de la ville date de l'âge du fer appelée Maresha, et devient Beit Guvrin, et rebaptisée plus tard Eleutheropolis, « la ville des hommes libres » par les Romains. Le village est renommé par les Arabes Bayt Jibrin.
Le kibboutz Beit Guvrin a été fondé en 1949, à la veille de Shavouot, par d'anciens membres de la Palmah après que les habitants de Bayt Jibrin aient fui après un assaut militaire des forces juives pendant la guerre israélo-arabe de 1948. Les premiers résidents ont été membres de groupes de jeunes qui ont émigré de Turquie en 1945 et des groupes de jeunes qui a émigré de Roumanie.
Le kibboutz est entouré par les vestiges de la ville de Beit Guvrin et par le parc national Beit Guvrin-Maresha. C'est une destination touristique populaire qui comprend des grottes de l'époque hellénistique avec des peintures murales, et columbaria, une ville romaine et les ruines d'un château de croisés. La zone est entourée par de nombreux sanctuaires islamiques (maqam) comme Nabi Jibrin, Cheikh Mahmoud. Le plus sacré d'entre eux est Maqam Tamim al-Dari dédié à un compagnon de Muhammad qui avait le contrôle sur le district d'Hébron qui comprenait la grotte de les patriarches. Aujourd'hui, tous les sanctuaires musulmans sont abandonnés,.